# 旧柏倉家住宅
旧柏倉家住宅（きゅうかしわくらけじゅうたく）は、山形県東村山郡中山町岡南８番地に所在する建築物である。国指定重要文化財に指定されている。

## 構成・構造・形式
- 主屋

木造、建築面積412.1㎡、一部二階建て、茅葺（一部金属板葺き）。東面渡り廊下および上便所附属、金属板葺き。
- 内蔵

土蔵造、建築面積96.13㎡、二階建て、銅板葺き。
- 仏間

土蔵造、建築面積108.71㎡、銅板葺き。南面上湯殿および渡り廊下附属、金属板葺き。仏壇一基附属。
- 前蔵

土蔵造、建築面積109.76㎡、二階建て、金属板葺き。板図二枚附属。
- 北蔵

土蔵造、建築面積115.75㎡、金属板葺き。西面下屋、南面渡り廊下附属、鉄板葺き。
- 大工小屋

木造、建築面積128.31㎡、鉄板葺き。
- 長屋門

木造、建築面積101.2.㎡、銅板葺き。
- 裏門

木造、建築面積3.21㎡、二階建て、鉄板葺き。籾堂一棟附属。
- その他

下便所、堆肥小屋、穴蔵、洗場三か所、内塀およびその門、外塀およびその門、堀、石垣およびその門を含む。

## 柏倉家の略史

### 江戸時代以前
柏倉家の出自や系譜については諸説ある。家伝では山伏説や京都から布教のため派遣された者という口碑もある。山形市柏倉・門伝に定着したと思われる。
戦国時代には在地武士的な存在であった可能性が考えられる。同家には「大先祖様御召物」と書かれた木札とともに鎧櫃に納められた甲冑が残されており、永禄～慶長年間（1558～1614）の当世具足で中級程度の武士が着用した甲冑と鑑定された。

### 江戸時代
江戸時代を通じた経営の基本は地主（貸付地経営による小作料取得）と金融（利貸）である。九左衛門家は地主経営の一方で自作農業にも力を入れる篤農家であった。江戸時代には米・大麦・小麦・大豆・菜種・荏油・蕎麦・漆・楮・紅花・青苧・葦・萱・芦等、多品種の生産をおこなっている。とくに紅花については、連作障害を防ぐために隔年で栽培する畑を変える換地法を長年実施し質の良い紅花づくりに励んだ。
1600年代半ばから、柏倉・門伝から出羽国村山郡岡村へ移り姓を柏倉とした。その後、現在につながる九郎兵衛家の初代（元祖）とされる人物は、万治 4（寛文元・1661）年に東本願寺の琢如上人から授かった法名「明了」を名乗り、1668（寛文8）年に四男西了を連れて隠居別家し九郎兵衛家を創設した。自ら名前（法名ではなく俗名）を九郎兵衛に改め同家初代となる。九郎兵衛家の敷地は九左衛門家長屋から北東隣の向いの地に設けられた。九郎兵衛明了は1678（延宝6）年に享年70で没した。
1700年代後半は、続けて分家したり九左衛門家の主屋を建替え附属施設を建設し、立附米（所有田畑の契約小作料）と店卸（動産資産勘定。在庫価額＋債権＋有金－負債＝純資産）ともに減少し回復に時間を要した。それと前後する時代はやはり分家創出や悪貨鋳造や不況の影響等による小刻みな減少期もみられたが、大局的には立附米・店卸ともに急テンポで増加させている。
- 1696（元禄９）年、２代九左衛門道圓没。玄智は家督前の 1682 年に早世（３代を追贈）。
- 1715（正徳５）年、東本願寺より木仏尊像（阿弥陀如来）を安置することを許可される。
- 1724（享保9）年に九左衛門 4 代道智の二男宗意が九左衛門家の北西隣に分家されて惣右衛門家初代となる。
- 1742(寛保2）年に道智の三男了栄が九左衛門家および九郎兵衛家の北方の近隣地に分家されて政右衛門家初代となる（現在住居は移動）。
- 1730（享保15）年、大庄屋となる。在任中は苗字帯刀御免。
- 1733（享保18）年、享保の大飢饉による米不足に対して、大庄屋として山形藩に食糧（夫食）の確保と年貢減 免を訴願する。
- 1735（享保20）年、大庄屋として蔵増組村々の長百姓を自宅に招き、国（出羽国）の宝である紅花の摘み方を 教える。
- 1736（元文元）年、４代九左衛門道智没（65 歳）。大庄屋（５代浄雲）として山形藩に年貢米の俵の製法を改めないでほしいという百姓たちの願いを訴える。
- 1740（元文５）年、大庄屋として藩の代官触を受けて蔵増組村々へ薔薇の花一升ずつを採ることを廻達する。
- 1744（延享元）年、岡村が幕府領に支配替えされると、領主交代による移行期の村々管理には協力したが、幕府領では大庄屋制度を採らず排除する方針であったため大庄屋の任を終える。

- 1755（宝暦５）年、５代九左衛門浄雲没（57 歳）。大凶作（宝五の大飢饉）。
- 1762（宝暦12）年に九左衛門 5 代浄雲の三男道仙が政右衛門家よりさらに北方のやや離れた地に分家されて清右衛門家初代となる。
- 1765（明和2）年に浄雲の八男道意が近隣の町場であった長崎村中町に分家さ れて文蔵家初代となる。
- 1785（天明５）年、６代九左衛門宗順没（62 歳）。
- 1801（享和元）年、７代九左衛門了本 没（48 歳）。
- 1811（文化８）年、紅花（岡雨印の紅餅）を最上川舟運・日本海運（北前船）を通じて越中高岡や加賀金沢へ出荷し販売する。
- 1821（文政４）年、８代九左衛門常讃 没（49 歳）。
- 1823（文政 6）年、長らく幕府領であった岡村が奥州白河藩の飛地領（山辺陣屋支配）となる。白河藩は大庄屋制度を採用したが九左衛門家は幕末に至るまで大庄屋には就任していない。
- 1824（文政７）年、紅花栽培（植えた畑の場所や生産量・売先・種など）の帳面を作成する（明治９年 まで記載がある）。
- 1826（文政９）年、奥州白河藩より九左衛門9代了善が苗字帯刀御免を仰せつかる。
- 1832（天保３年）、奥州白河藩より郷士を仰せつかる。7 人扶持を下される（うち 1 人扶持は惣右衛門へ配 分）。公用の書留帳を書き始める（戦後まで）。
- 1833（天保４）年、天保の大飢饉に際して施米をおこなう。柏倉家一類を中心に合計 62 俵余（うち九左衛門 は 18 俵余）を岡村へ提供する。岡村として１２月２７日～翌５年３月晦日まで同村人口の半数近くにあたる300人に対して一人1日1合を継続して施米する。ほかに、柏倉家一類８家で合計712 俵余（うち九左衛門は 266 俵余）を出し岡村など近隣８ヶ村に安売米をする。
- 1837（天保８）年、天保の大飢饉のため岡村など近隣 ８ヶ村へ 25 俵余（6 人扶持の全て）を施米する。この年の自作の紅花（生花。摘んだ花弁）生産量は100貫824匁（約 378㎏）。
- 1850（嘉永3）年段階、柏倉家一類は分家などを繰り返した結果、合計 16 軒（岡村 12 軒・長崎村 3 軒・土橋村 1 軒）となる。この過程で岡村の九左衛門家周辺には別家・分家・孫分家を含めて一類の屋敷が建ち並ぶ今日の原型となる景観が形成された。
- 1853（嘉永６）年、１０代九左衛門道了没（41 歳）。奥州白河藩へ御用金 100 両を上納する。
- 1857（安政４）年、９代了善の長女（きな。10 代道了（清右衛門悴）の妻）が親をよく扶け家事取締り・家 内和睦に努め奇特として奥州白河藩山辺役所より褒美（縞木綿一反）を下される。
- 1862（文久２）年、９代九左衛門了善 没（73 歳）。
- 1863（文久３）年、11代九左衛門導善 没（30 歳）。
- 1866（慶応２）年、羽州村山世直し騒動が最上川東側で起きたため、奥州白河藩山辺役所より取締８名が来て２晩泊まる。柏倉家一類を中心に37 俵余（うち九左衛門は 12 俵）を岡村へ提供し、岡村として同村 132 軒のうち 60 軒に施米がおこなわれる。
- 1867（慶応３）年、12代了道は奥州棚倉藩の勘定人格となる。
- 1868（慶応４）年、奥州棚倉藩山辺役所より戊辰戦争の軍用金として1000両を命じられ上納する。代官次席となる。戊辰戦争に敗れた前藩主阿部正外（元幕府老中）が半月ほど滞在する。

### 明治時代
1880 年代からは資本主義発展と社会資本整備に関連した有価証券（株式・公債）投資も進める。
- 1872（明治５）年、運吉（のち13代了信）が山形県より博覧会物品取調世話役に任命される。
- 1873（明治６）年、地租改正時に村山郡第3位の大地主となる。山形県より長崎小学校の事務取扱に任命される。長崎小学校の資金として柏倉家一類などで合計300両を献納する。岡村など６ヶ村の貧民・小作人へ桑苗木 5000 本を無償分配する。運吉は岡村分校の事務取扱に任命される。岡村分校の開校にあたり柏倉家一類の４家で30両の書物代金（学問ノススメなど）を献納する。
- 1874（明治７）年、済生館の建設につき資金400円を山形県に献納する。
- 1876（明治９）年、山形県より試験栽培の種物20品（燕麦・砂糖黍・落花生・亜麻仁・練馬大根等）の配布を受け栽培し、生育状況を報告する。
- 1880（明治13）年、岡村学校資本金として 150 円を山形県令三島通庸へ献納する。
- 1881（明治14）年、東村山郡長より内国鉄道（日本鉄道）株式会社創立につき出資を求められ150円（3株）を予約する。
- 1883（明治16）年、柏倉家の墓所が壇ノ越から阿弥陀山へ移される。
- 1887（明治20）年、山形鉄道株式25株（1250 円）の購入を予約する。
- 1888（明治21）年、長屋門に派出所が置かれる。柏倉家一類の支援により最上堰の開削完成・通水なる（柏倉文四郎らが開鑿事業の中心となる）。
- 1889（明治22）年、12代九左衛門了道没（55歳）。岡村等５ヶ村が合併し豊田村が成立する。収入役となる。
- 1890（明治23）年、衆議院議員選挙豊田村投票所の立会人に任命される。豊田村全村一致で応援した候補（宮城浩蔵・佐藤里治）が当選したため仏間蔵で祝宴を開く。郡制公布に際して豊田村を東村山郡ではなく西村山郡へ編入してほしいと山形県知事に上申する。
- 1891（明治24）年、13代了信が東村山郡会議員（豊田村選挙区）に当選。
- 1894（明治27）年、山形市南大火の羅災貧民救援に30円を出す。日清戦争軍資金として陸軍恤兵監へ100円を献納する。
- 1895（明治28）年、達磨寺尋常小学校新築につき25円余を寄附する。
- 1896（明治29）年、明治三陸地震の羅災者救恤として7円を寄附する。
- 1897（明治30）年、羽前長崎銀行を柏倉家一類を中心に設立する（取締役のちに頭取を歴任）。経営の軸足を次第に地主経営から金融・投資へ移したといえる。豊田村貧民救助に60円を出す。
- 1899（明治32）年、再び東村山郡会議員に当選。
- 1900（明治33）年、豊田村火災の羅災者救助として40円を出す。
- 1902（明治35）年、青森第５聯隊200余名凍死（八甲田山事件）に際し弔慰金5円を出す。豊田村立尋常高等小学校新築につき基本財産として2000円の寄附を願い出る（分割払い）。
- 1905（明治38）年、日露戦争に際し豊田村出身の出征軍人30名へ新聞を毎日送ることを青年恒心会へ託し経費を出す。
- 1908（明治41）年、柳沢大火につき義捐金40円を豊田村役場に渡す。
- 1911（明治44）年、豊田小学校の御真影奉置所および豊田文庫の建設費として261円を寄附する。恩賜財団済生会へ1000円の寄附を申し込む（10年賦）。長崎特設電話架設に40円を寄附する。

### 大正時代
大正期以降は不動産収入を配当利子収入が上回る年もみられた。
- 1913（大正２）年、米価異常騰貴につき岡地区の細民73戸へ歳暮米を出す（白米3～5升ずつ）。同じく豊田村の細民約500人へ施米・安米代を寄附する。洪水につき羅災者へ義捐金200円を出す。
- 1914（大正３）年、不動産収入を配当利子収入が上回るようになる（昭和16年（1941）までの多くの年で上回る）。豊田村農会稲作立毛品評会で小作人2 名が3年間それぞれ一等ないし二等賞以上を受領する。
- 1916（大正５）年、豊田村農会稲作立毛品評会で自作の稲が3年間一等賞を受領する。耕作した下男や技師 に賞与し、長屋で下男下女一同の祝宴会を催す。
- 1918（大正７）年、全国で米騒動が起きた際に豊田村および長崎町の貧民救済のため合計1000円を寄附する。豊田村農会へ100円を寄附する（以後、毎年続ける）。山形高等学校設置につき1600円を寄附する（分割納）。
- 1921（大正10）年、長崎町西町新道の土地代・工事費として267円を長崎町役場へ寄附する。村山軽便鉄道の山形－長崎間開通に際して109円を寄附する。豊田青年団へ80円を寄附する。
- 1922（大正11）年、早稲田大学基金部へ100円を寄附する（分割納）。赤十字山形支社基金へ1000円を寄附する（分割納）。
- 1923（大正12）年、豊田村役場修繕費のうちへ500円を寄附する。財団法人東村山郡教育会へ4500円を寄附する。関東大震災につき義捐金500円を出す。被災して一時帰村した者が帰京する旅費手当として100円を寄附する。
- 1925（大正14）年、新山形新聞社基金として100円を寄附する。山形県農会へ農業会館建築費として400円を寄附する。

### 昭和時代（戦前）
土地集積も拡大させたものの昭和戦前期の所有地面積は150町歩前後にとどまり、村山地方でみられた500町歩地主などの巨大地主化の道はとらなかったことが同家の特徴である。
- 1928（昭和３）年、山形中学校柔道部後援会へ3円、同野球部後援会へ24円を寄附する。豊田小学校奉安庫新築費として2100円を寄附する。豊田図書館へ100円を寄附する。
- 1929（昭和４）年、豊田村女子青年会敬老会基本金として1000円を寄附する。
- 1930（昭和５）年、昭和恐慌に際して豊田村の失業者・貧民の救済に150円を寄付する。
- 1931（昭和６）年、松岡俊三・国井門三郎らと山形県正道会（雪害救済組織）を設立し、雪害地の地租減額運動に参加する。
- 1932（昭和７）年、豊田村小学校プール設置費として800円を寄附する。
- 1933（昭和８）年、軍用飛行機代および山形県招魂社殿造営費（割当分）、豊田村軍人・同家族慰問費として170円を献金する。
- 1935（昭和10）年、13代九左衛門了信没（83 歳）。
- 1938（昭和13）年、豊田村小学校増築の設備費として1000円を寄附する。出征軍人77 名（うち岡地区72名）へ慰問品を贈る（敗戦まで出征軍人への餞別や帰還兵への祝金、戦死者の村葬費をその都度出す）。軍人家族慰安会を組織し218人を招待した慰安旅行を実施する（九左衛門・九郎兵衛・惣右衛門が各150円ずつ出す。1939・1940年も実施する）。
- 1940（昭和15）年、山形県防空協会へ500円を寄附する。山形中学校紀元二千六百年記念事業へ500円を寄附する。岡地区の八幡神社改築につき1000円を寄附する。
- 1941（昭和16）年、豊田国民学校水道設備および豊田村役場電燈増設につき250円を寄附する。
- 1943（昭和18）年、山形県防空協会へ800円を、済生会へ500円を寄附する。豊田国民学校内忠霊室へ300円を寄附する。
- 1945（昭和20）年、戦災援護寄附金として1000円を出す。御本山（東本願寺）建艦資金として300円を出す。豊田村軍人分会へ法要代として500円を出す。豊田村へ1 万円を寄附する。

### 昭和時代（戦後）
- 1946（昭和21）年、山形中学校父母会へ職員待遇および燃料代として500円を寄附する。豊田村役場改築につき616円余を寄附する。山形第二女学校拡声器設備資金として1000円を寄附する。
- 1947（昭和22）年、豊田国民学校の学校修繕費として810円余を寄附する。農地改革が始まる。
- 1950（昭和25）年、15代九左衛門了雲没（52歳）。14代が再び当主を務める。
- 1962（昭和37）年、14代九左衛門了真没（85歳）。
- 1980（昭和55）年、柏倉家住宅が山形県指定有形文化財（建造物）に指定される。
- 1990（平成２）年、柏倉家住宅の保存修理工事をおこなう（1993（平成５）年まで。
- 2005（平成17）年、中山町教育委員会「県指定文化財柏倉家住宅保存活用計画」策定。
- 2006（平成18）年、NPO法人柏倉家文化村設立。
- 2017（平成29）年、柏倉家住宅が中山町へ寄贈される。中山町が「柏倉家住宅保存・利活用検討会議」を設置する。

## 系譜
藤原鎌足から始まる安達盛長の血脈に柏倉家を位置づける安達氏系図が、柏倉九左衛門家と分家の柏倉文蔵家にそれぞれ残されている。だが、比較すると歴代の系譜が異なっており書かれている事績や年代を考証すると偽作が認められる。
一方、江戸時代に九左衛門家の歴代当主が古記録を調べながら書いた過去帳や由緒書）では、安達氏出自説に全くふれていない。過去帳では「代々當郷ニ住居、然後慶長歳中至柏倉孫三郎何某ト云リ、其子明了ト云々」として慶長（1596 ～ 1614）年間以前より代々当郷（出羽国村山郡岡村）に住居していたとする。由緒書では山形専称寺の古記録に天正文禄年間（1573 ～ 1595） の頃より岡村柏倉某とあるが私方にはその時代の記録はない。寛文年間（1661 ～ 1672）からの古記録はあるが、「先祖之義は相知れ不申」、「居宅之義も何ツの頃建候か是又相知れ不申」と先祖や居宅建築の時期は不明としている。過去帳・由緒書ともに、確かなことは慶長頃の当主は柏倉孫三郎、その子が九左衛門明了であるとし一致している。これらから江戸時代の九左衛門家自身は安達氏出自説を採っていないことが注目される。そのため、作者不明の安達氏系図は後年に持ち込まれた可能性がある。